# (63163) Jerusalem
(63163) Jerusalem ist ein Asteroid des inneren Hauptgürtels, einem Asteroidenfeld zwischen Mars und Jupiter. Der Asteroid wurde am 23. Dezember 2000 von dem tschechischen Astronomen Michael Kočer am Kleť-Observatorium (IAU-Code 046) bei Český Krumlov entdeckt. Sichtungen des Asteroiden hatte es vorher schon am 27. Mai und 4. Juni 1998 unter der vorläufigen Bezeichnung 1998 KT65 an der Lincoln Laboratory Experimental Test Site (ETS) in Socorro, New Mexico gegeben.
Der mittlere Durchmesser des Asteroiden wurde mit 4,339 km (± 0,048) berechnet, die Albedo mit 0,235 (± 0,033).
Der Asteroid gehört zur Phocaea-Familie, einer Gruppe von Asteroiden, die nach (25) Phocaea benannt ist. Charakteristisch für diese Gruppe ist unter anderem die 4:1-Bahnresonanz mit dem Planeten Jupiter. Die Sonnenumlaufbahn von (63163) Jerusalem ist mit mehr als 25° stark gegenüber der Ekliptik des Sonnensystems geneigt, was charakteristisch für Phocaea-Asteroiden ist.
(63163) Jerusalem wurde am 26. November 2004 nach der Stadt Jerusalem benannt. Die Ernennung erfolgte auf Vorschlag von Michael Kočer und seiner Frau Martina, die bei der Entdeckung des Asteroiden half.